# Ernst Schacht (Fußballfunktionär)
Ernst Schacht (* 9. Januar 1932; † 24. Februar 2011) war ein deutscher Fußballfunktionär.

## Leben
Mitte März 1970 wurde Schacht, der beruflich im Bankwesen beschäftigt war und zu den Mitinhabern des Bankhauses Möhle zählte, mit 159 von 211 Stimmen ins Amt des Vereinsvorsitzenden des FC St. Pauli gewählt. Er trat damit die Nachfolge des 1969 verstorbenen Wilhelm Koch an. Schacht kündigte an, „für einen starken und standfesten FC St. Pauli“ zu kämpfen, im Verein sollten unter seiner Leitung einige Modernisierungen eingeleitet werden, gab er anlässlich seines Amtsantritts bekannt.
Schacht beglich die finanziellen Forderungen der Erben Kochs gegenüber dem FC St. Pauli, indem er Geld durch „Mitgliedschaften auf Lebenszeit“ in die Vereinskasse brachte. In Schachts Amtszeit gelang dem FC St. Pauli 1977 erstmals der Aufstieg in die Fußball-Bundesliga. Laut Verein hatte Schacht „durch seine umfangreichen privaten Investitionen entscheidenden Anteil am Aufstieg in die 1. Bundesliga“. Für die Planungen rund um die Ligamannschaft war Schachts Vizepräsident Werner Velbinger hauptverantwortlich.
Zwischen Schacht und Velbinger kam es 1978 zum Streit, da Letzterem vorgeworfen wurde, Geheimes in der Öffentlichkeit verbreitet zu haben. Ende Oktober 1978 wurde Schacht als Vereinsvorsitzender wiedergewählt, erhielt aber nur 42 der 151 abgegebenen Stimmen und war laut Hamburger Abendblatt trotz des Wahlsiegs „der große Verlierer“. Vizepräsident Velbinger, der seinen Rücktritt einreichte, hatte zuvor seinen Gedanken, gegen Schacht anzutreten, verworfen. Den Verein drückten zu diesem Zeitpunkt (Ende Oktober 1978) Verbindlichkeiten in Höhe von rund zwei Millionen D-Mark. Im Juni 1979 wurde dem FC St. Pauli die Teilnahmeberechtigung an der 2. Bundesliga entzogen, da der Verein laut Begründung „aus wirtschaftlich-finanziellen Gründen“ nicht mehr imstande war, am Spielbetrieb der zweithöchsten deutschen Spielklasse teilzunehmen. Bei der Mitgliederversammlung Ende August 1979 trat Schacht von seinem Amt zurück und teilte anlässlich seines Abschieds mit, er haben „mehr Geld in den FC St. Pauli gesteckt als viele annehmen“. Die Schulden des Vereins beliefen sich bei seinem Amtsende auf rund 3,8 Millionen D-Mark.
Schacht war 41 Jahre Mitglied des FC St. Pauli, er war Träger der Goldenen Ehrennadel des Vereins. Sein Sohn Holger war Bundesligaspieler im Schach.